# La muerte de un burócrata
La muerte de un burócrata (1966) és una pel·lícula del gènere de comèdia del director de cinema cubà Tomás Gutiérrez Alea. És una sàtira de la burocràcia cubana de l'època posterior a la revolució, i de l'enrevessat que pot arribar a ser aconseguir coses aparentment senzilles.
| « | "Es tracta, com el títol suggereix, d'una sàtira sobre la burocràcia i la burocràcia, però també sobre moltes altres coses tristes i mediocres que de vegades hem de suportar. Tot i això, he de dir que no en tinc molta fe en l'eficàcia de la sàtira com a "motor de la història". En fer la pel·lícula vam pensar: ens riem dels buròcrates, però després vindran els buròcrates i la pel·lícula no només els farà riure, sinó que es riuran de si mateixos. " - Tomás Gutiérrez Alea, Declaració del director, La Biennale di Venezia | » |

## Argument
Francisco J. Pérez, L'Oncle Paco, treballador exemplar d'una fàbrica de busts en sèrie de l'heroi de la revolució José Martí, cau per accident dins de la màquina que ell mateix ha inventat i maneja, que l'esbocina i retorna convertit en el bust que servirà per a la seva pròpia tomba. Els seus companys decideixen en assemblea llampec rendir-li el millor homenatge, consistent a enterrar-lo amb el seu carnet laboral, símbol de la seva condició obrera. Quan la seva vídua, acompanyada del seu nebot, reclamarà la pensió a la qual té dret, el funcionari de torn li demana el carnet laboral. A partir d'aquest moment la pel·lícula encadena una sèrie de situacions cadascuna més embogida en les diferents oficines que recorre el nebot per a aconseguir l'exhumació del cadàver i recuperació de la targeta, amb personatges propis d'una comèdia negra. Quan el nebot, amb nocturnitat, tracta de recuperar el carnet obrint la tomba, acaba emportant-se a l'oncle a casa, on és conservat amb galledes de gel, mentre tracta inútilment d'enterrar-lo de nou, perquè com diu l'encarregat del cementiri consultant el llibre de registre mentre no consti que ha estat exhumat no se'l pot tornar a enterrar. El nebot tracta llavors d'aconseguir una ordre d'exhumació, que tampoc li serveix de res i acaba absurd amb tant de tràmit impossible, escanyant a l'administrador del cementiri, i sent atrapat per uns empleats del manicomi. La pel·lícula finalitza mentre el festeig fúnebre del buròcrata el condueix al seu propi cementiri.

## Repartiment
- Salvador Wood, Juanchín, el sobrino.
- Manuel Estanillo, el buròcrata administrador del cementiri.
- Silvia Planas, la viuda.
- Gaspar de Santelices, el cap de Juanchín.
- Pedro Pablo Astorga
- Carlos Gargallo
- Laura Alvarado

## Distribució
La pel·lícula era molt popular als cinemes cubans, però, segons els informes, a causa de la seva amarga burla als elements claus de la societat socialista emergent de Cuba, Alea va haver de fer treure la pel·lícula d'amagat fora de Cuba per la seva estrena als Estats Units.

## Premis
Premi Especial del Jurat al Festival Internacional de Cinema de Karlovy Vary, compartitamb La Vie de château de Jean-Paul Rappeneau.

## Recepció
"Un comentari satíric sobre la societat cubana contemporània, també és una pel·lícula profundament sintonitzada amb la història del cinema, amb referències i ressons de Chaplin, Laurel & Hardy i Buñuel, entre d'altres, tots citats en els crèdits inicials."
"És una comèdia en blanc i negre sobre un país que ha sofert una revolució socialista i que ara insisteix que els seus buròcrates ofereixen un tracte igualitari a tots, inclosos els difunts. El nou país socialista és una Cuba amb un vel curt, i els girs i els personatges còmics que recorden les tradicions i les estrelles de la comèdia de Hollywood com Charles Chaplin, Laurel i Hardy, Buster Keaton i fins i tot Marilyn Monroe; també s'inclou un toc de surrealisme i humor negre que recorda Buñuel."

## Al·lusions
La maquinària de la fàbrica d’autobusos Martí fa referència a Temps moderns de Chaplin. La baralla a les portes del cementiri fa referència a les baralles de Laurel i Hardy. Els somnis de Juanchin fan referència a Un chien andalou de Buñuel.
Alea dedica, en els crèdits inicials, a aquests, Ingmar Bergman, Akira Kurosawa i altres directors de cinema.

## Conservació
La Muerte de un Burócrata  va ser conservat per Academy Film Archive el 2019.